# Karin Z. Sunvisson
Karin Z. Sunvisson (Karin Zarić Sunvisson), född Karin Sunvisson 1981, är en svensk satirtecknare, illustratör och bildkonstnär.

## Biografi
Karin Z. Sunvisson är uppvuxen i Stockholmsförorten Haninge. Efter avslutade gymnasiestudier flyttade hon till Paris där hon studerade vid École Nationale Supérieure des Arts Décoratifs, den franska högre skolan för tillämpad konst, från vilken hon har en masterexamen.

## Arbete med satir
2024 tilldelades hon Dynomoststipendiet.
 

Bildkonstnärsfondens motivering lydde: 
Dynamostipendiet 2024 tilldelas Karin Z. Sunvisson, en tecknare som tar skrattet på största allvar. Med sitt brinnande engagemang för bildgenren satirteckning vidgar hon utrymmet för vad som kan föreställas och sägas. I en tid då freden och demokratin globalt utmanas av ökad polarisering, militarisering, auktoritarism och fake news, blir försvaret för yttrandefrihetens alla former och uttryck allt viktigare. Som initiativtagare till Tecknaruppropet och projektledare för Network for women graphic artists – graphic political satire and creative processes har Karin Z. Sunvisson uppvisat ett stort engagemang i sociala, ekologiska och politiska frågor med teckningen som drivkraft. Hennes kollegiala och folkbildande insatser bidrar till att synliggöra den politiska illustrationen och dess vitala roll för demokratin.
– I ett Sverige som rör sig i en alltmer odemokratisk riktning behövs satiren, som är antiauktoritär till sin natur. Om det kan varje makthavare som har försökt tysta satiren vittna – resultatet blir det rakt motsatta! säger Karin Z. Sunvisson.
Jag är stolt över att tillhöra denna bråkiga yrkeskår och att få den här bekräftelsen på att jag har gjort något vettigt för vårt kollektiv gör mig mäkta glad. För när frågor om fred och mänskliga rättigheter plötsligt blivit kontroversiella eller ”komplicerade” är det ett bevis för att ett stort och viktigt arbete ligger framför oss.

2019 blev hon tilldelad EWK-priset med juryns motivering:
Med en egensinnig och spännande idé som grund skapar Karin Sunvisson detaljerade och mästerligt utförda teckningar. De visar på djup förståelse för bilders kraft, komplexitet och budskap. (...) Karin har hela tiden drivits av att berätta om och undersöka förutsättningen för satiren som bildgenre och satirtecknarna som aktörer på Tryckfrihetens allra yttersta gränspost. Med det är hon en ambassadör för den livsviktiga bildjournalistik EWK en gång tillhörde.
Karin Z. Sunvisson är initiativtagaren till ”Tecknaruppropet MOMENT 2022" mot kärnvapen och Nato som bland annat protesterar mot ett svenskt Nato-medlemskap och att Sverige valt att inte skriva under det FN-avtal som förbjuder kärnvapen. Uppropet har undertecknats av över 130 tecknare, bland andra Jan Lööf, Cecilia Torudd, Sven Nordqvist, Sara Granér, Eva Lindström, Mats Jonsson, Robert Nyberg, Martin Ander, Lena Sjöberg, Jakob Wegelius, Love Antell, Carl Johan De Geer, Lasse Åberg, Ulf Frödin, Sara Olausson, David Liljemark, Ulf Lundkvist, Lisa Wool-Rim Sjöblom, Magnus Bard, Anna-Clara Tidholm, Max Gustafsson och Eva Eriksson. I en intervju om uppropet sa Karin Z. Sunvisson:
Bilden är omedelbar, det går inte att värja sig för den. Däri ligger dess stora vådlighet, men också dess potential som verktyg för politisk förändring. Vi tecknare som medverkar i uppropet har tagit den makten i egna händer.
Karin Z. Sunvisson är en av fem svenska satirtecknare i Svenska Institutets ambulerande utställning "Facing the Climate" som har visats i mer än 35 länder och setts av mer än 400 000 besökare. Lokala tecknare i turnéländerna bjuds in att ge sin syn på klimatet. I utställningen “blandas satir och humor med ett genuint ställningstagande för ett ökat ansvar för klimatfrågor och en hållbar värld”.

### Arbete för att främja kvinnliga satirtecknare
Karin Z. Sunvisson har ofta påpekat att kvinnliga satirtecknare missgynnas till fördel för manliga satirtecknare:
Redaktörer och publicister verkar idag överens om att satiren är livsviktig för det demokratiska samhället. Satiren är ett lackmustest för yttrandefriheten, brukar det heta. Vad säger det då om vår yttrandefrihet när bara en bråkdel av de satirbilder som syns i det offentliga rummet är tecknade av kvinnor?
Sedan 2021 är hon projektledare för Network for women graphic artists – graphic political satire and creative processes i samarbete med Arbetets Museum och Svenska Institutet, ett projekt vars syfte är att ”verka för att hämma utsatthet och isolering och pushar redaktioner och aktörer att ta in, arbeta med och publicera fler kvinnliga satirtecknare.
2019 representerade Karin Z. Sunvisson Sverige bland finalisterna i Women Cartoonist International Award. Under 2022 visas hennes satirbilder i samlingsutställningen "Her rights!" på House of Sweden i Washington D.C. Utställningen avser "belysa den viktiga roll kvinnorörelsen haft för de framsteg som gjorts för kvinnors rättigheter".

### Satir som maktmedel
Om satir som maktmedel har Karin Z. Sunvisson sagt:
Att en bildsatir som sparkar vilt omkring sig, inklusive på den stora massan i samhällets botten, i slutändan kommer att tjäna den mindre gruppen i samhällets topp är en enkel ekvation. Det är när satiren är politiskt medveten och siktar noga som den kan vara en makt att räkna med.